# World Trade Center, Stockholm

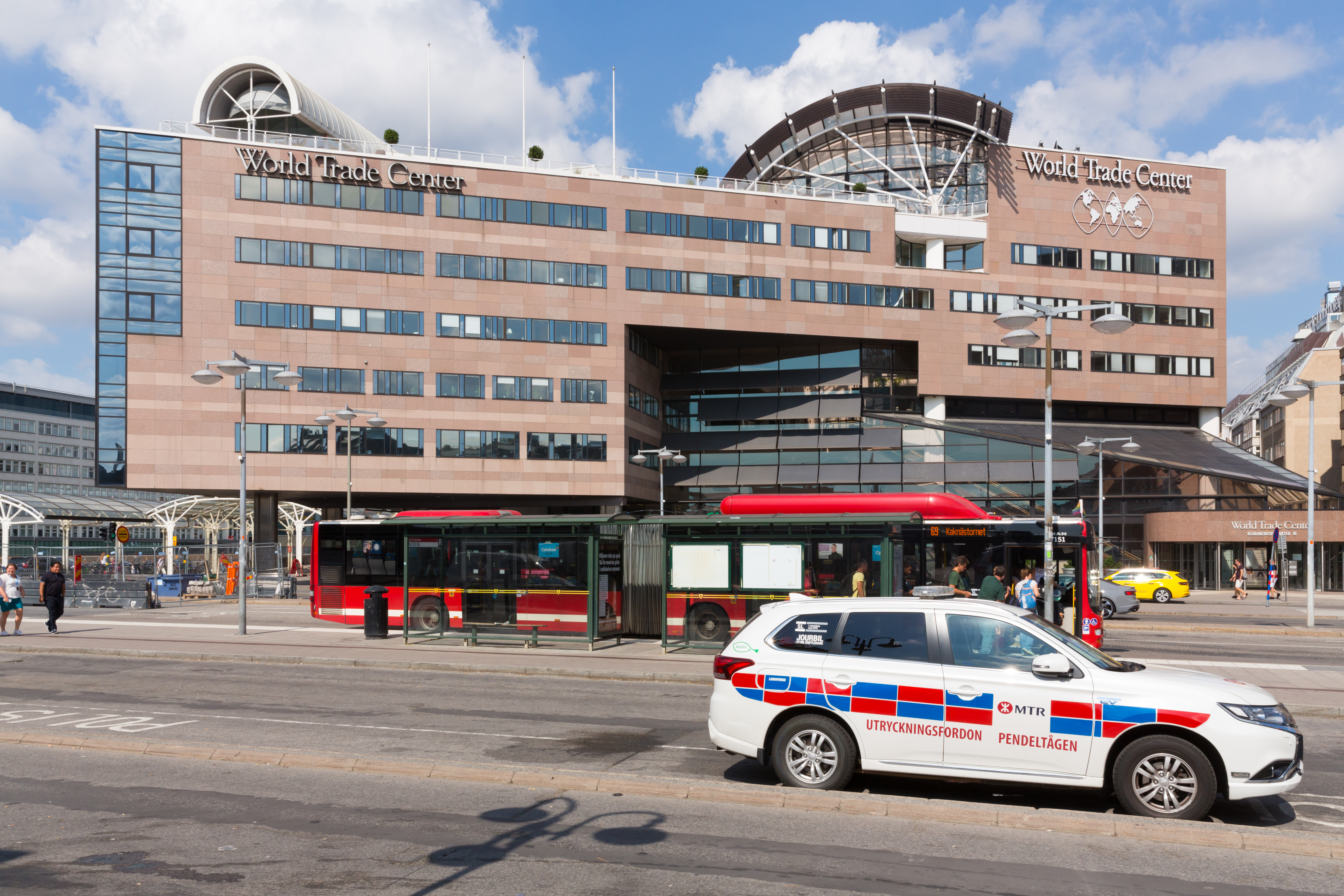
World Trade Center i Stockholm

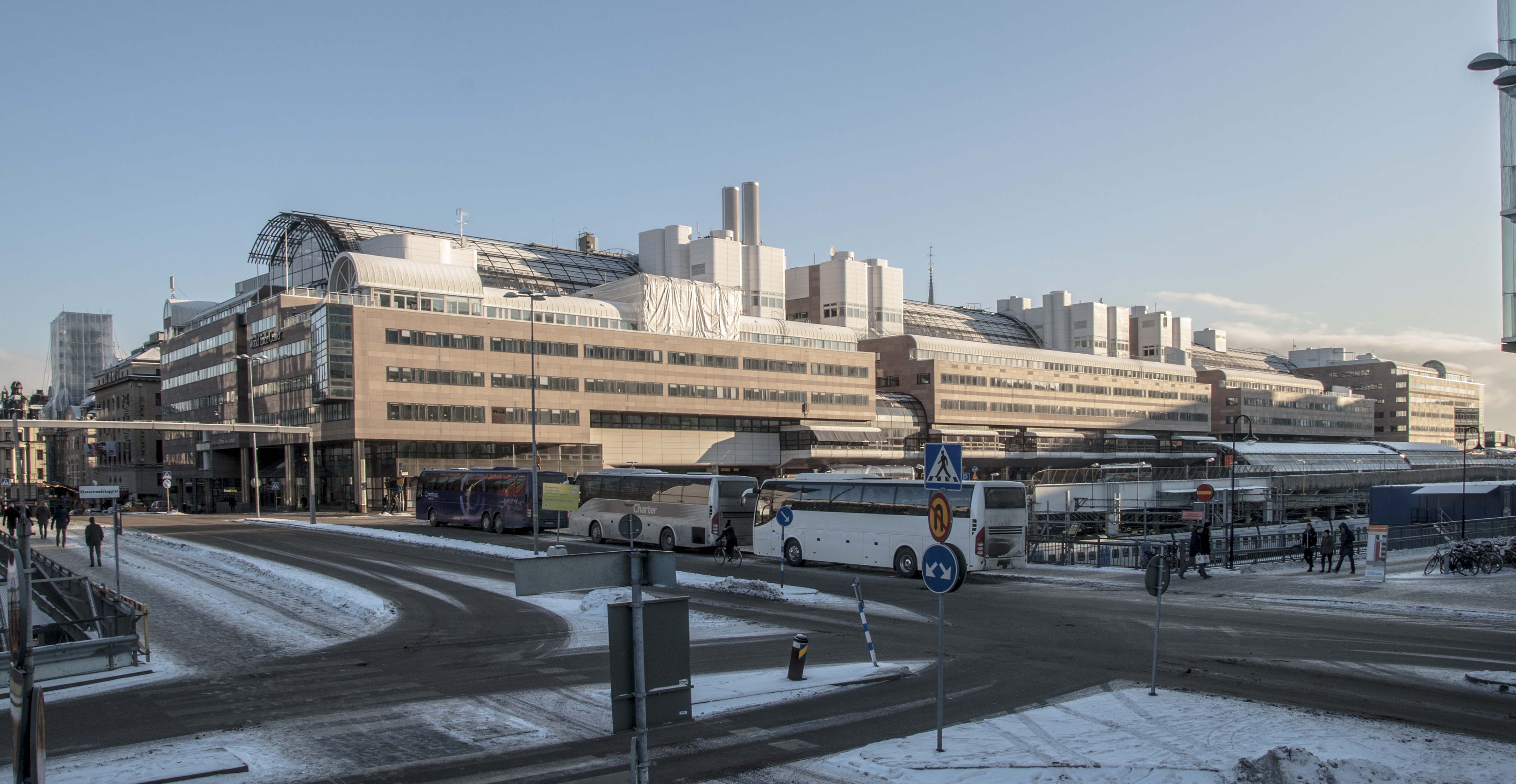
WTC med Cityterminalen

World Trade Center i Stockholm är en kontorsbyggnad vid Klarabergsviadukten i Stockholm och med ingång även från Kungsbron, mittemot Stockholm centralstation och sammanbyggd med Cityterminalen. Huset, som byggdes 1986-89 av ett konsortium mellan Hufvudstaden, SIAB och Lundbergs ritades av Ralph Erskine och har en total kontorsyta på omkring 45.000 m². Fastigheten såldes 2006 till Alecta som är nuvarande ägare. 
World Trade Center i Stockholm drivs av World Trade Centers Association. Hyresgäster är bland andra SSAB och Sandvik AB.